# サイコウノバカヤロウ
『サイコウノバカヤロウ』は、2017年7月3日に公開された日本の映画作品。

## 概要
2017年3月17日に『レンタル女子大生　肉欲延滞中』のタイトルで成人映画として公開。
同年2017年7月3日にはR15作品として再編集し、『サイコウノバカヤロウ』のタイトルに改められ「OP PICTURES+ フェス 2017」の一本として一般上映された。
事実上の主演は輝雄を演じる櫻井拓也であるが、ピンク映画という建前上、有希演じる彩城ゆりな主演として紹介されることが多い。
2019年12月27日には続編である『発情物語　幼馴染はヤリ盛り』が公開。

## ストーリー
引きこもり青年・池田輝雄が「自分レンタル」のアルバイトを通して成長していくハートウォーミングコメディ。輝雄は、女友達・有希の紹介で何でも屋の一形態である「自分レンタル」のアルバイトをすることになる。ある日、「おひとりさまウェディング」の新郎役でレンタルされた輝雄は、依頼主の美和子に一目惚れをしてしまう。

## キャスト
池田輝雄
演 - 櫻井拓也
就職活動に何度も失敗をし引きこもりになった青年。のり弁当より明太弁当など妙なこだわりをも持ち、偏屈で不器用であるが、根が真面目でどんなことにも一生懸命。自分にはネガティブだが、他者にはポジティブ。就職失敗という社会のレールに乗れなかった失敗経験もあり、躓いた人たち、心に傷を抱える人々と真剣に向き合う。
学生時代に柔道に打ち込んだため体だけは強く、得意技は巴投げ。なお、LINEの返信は遅い。有希からはテル、五藤からはテルくんと呼ばれる。
中岡有希
演 - 彩城ゆりな
輝雄の女友達。輝雄を部屋から引っ張り出し、社会になじめなくても個人で始められる「自分レンタル」を薦めた。輝雄のレンタル業務においても情報を共有しており、マネージャー的役割も果たす。輝雄には恋心じみた気持ちを抱き、裸で愛撫しあう妄想もしているのだが、実際の輝雄からは知り合い以上には思われていない。
得意技はハイキックと寝てる相手へのギロチンドロップ。過去には輝夫を鞭打ちにした。
新倉美和子
演 - 友田彩也香
「自分レンタル」でおひとりさまウェディングを依頼した女性。
五島蓮
演 - 酒井あずさ
五島幸一の妻。料理が得意な良妻。輝雄の熱さにはやや引き気味。
五島幸一
演 - イワヤケンジ
製薬会社社長。年齢は50歳。部下の自殺で自分を責めている。当初は依頼者として輝雄と知り合い、若者の気持ちを探るため、自分レンタル業を手伝うようになる。
福田治郎
演 - 森羅万象
交通事故で家族を失った男性依頼者。
陣内貴志
演 - 吉田俊大
美和子の元婚約者。子供の出来ない体である美和子との結婚を両親に反対され関係を解消した。

## 劇中用語
- 自分レンタル
  - 中岡有希が個人で始めた自分の時間を販売する仕事。有希の場合は愚痴を聞く話し相手のみだが、輝雄、五島は時間内であれば依頼された仕事は法律内であること、特殊技能がいらない業務であれば何でも行う。

## スタッフ
- 監督：竹洞哲也
- 脚本：当方ボーカル
- 撮影監督：創優和
- 編集：日見田健
- 助監督：江尻大
- スチール：阿部真也
- 音楽：與語一平
- 録音：山口勉
- 整音：高島良太
- 監督助手：市原博文
- 撮影助手：小松麻美
- 制作：Blue Forest Film
- 配給：オーピー映画

## 発情物語　幼馴染はヤリ盛り
『発情物語　幼馴染はヤリ盛り』は、2019年12月27日に公開された日本の映画作品。サイコウノバカヤロウシリーズ第2作。

## 概要（第2作）
竹洞哲也監督作品として企画されたものの、コメディ作からシリアスタッチの内容へと企画変更がなされ、時期にやりたいと思っていたサイコウノバカヤロウシリーズの続編として急遽企画立案された。共演者のスケジュール調整がつかず櫻井のみの続投となったことを受け、第1作で描き切れなかった櫻井演ずる池田の家族関係や故郷を掘り下げる逸話となっている。全編青森県・十和田湖周辺で撮影がされた。
ヒロインとなる川上は第1作時もオファーがあったものの、スケジュール都合がつかず断った経緯があり念願の出演となった。また結果的にピンク映画としては櫻井の遺作となり、急遽決まった撮影は運命だったと脚本担当の小松は述べている。櫻井は撮影中に31歳の誕生日を迎えメッセージ入りの前バリをプレゼントするなどして祝ったという。またエンディングのダンスは櫻井が振付をしている。
当初よりR-15版も製作予定であり、2020年10月の「OP PICTURES+フェス2020」で『サイコウノバカヤロウ-青森純情編-』のタイトルで上映される。

## ストーリー（第2作）
「自分レンタル」池田輝雄が実家に帰ると、幼馴染の道夫と再会する。映像会社に就職し上京した道夫は社会の荒波にのまれ失意の中にいた。

## キャスト（第2作）
池田輝雄
演 - 櫻井拓也
木元雅美
演 - 川上奈々美
輝雄の学生時代の幼馴染。現在は地元の役所で働いている。スレンダー体系。
川野光
演 - 辰巳ゆい
地元で活動する30代の自称アイドル。
池田貴子
演 - 工藤翔子
輝雄の母。今でも旦那とお盛ん。
尾田道夫
演 - 細川佳央
輝雄の幼馴染。東京の映像制作会社に勤務していた。趣味はドローン。
池田正勝
演 - ささきまこと
輝雄の父。
尾田義春
演 - モリマサ
役所に勤める道夫の父。雅美の上司にもあたる。青森弁なまりが強い。

## スタッフ（第2作）
- 監督：竹洞哲也
- 脚本：小松公典
- 撮影監督：創優和
- 編集：三田たけし
- 助監督：江尻大
- スチール：阿部真也
- 音楽：與語一平
- 録音：三田たけし
- 制作：Blue Forest Film
- 配給：オーピー映画